# Samuela Nabenia
Samuela Nabenia (5 febbraio 1995) è un calciatore figiano, attaccante del Ba.

## Carriera

### Club
Ha sempre giocato nel campionato figiano.

### Nazionale
È stato convocato per le Olimpiadi del 2016.